# KAMAZ-5460-046-22
КАМАЗ-5460-076-63 — российский седельный тягач линейки третьего поколения автомобилей, выпускаемый Камским автомобильным заводом (КАМАЗ) с 2010 года.

## Описание
Оснащен дизельным двигателем КАМАЗ-740.64-420 Евро-3 мощностью 420 л. с., у которого снижен расход топлива с 48 до 36 л на 100 км. Применены коробка передач ZF-Astronic 12AS 1931TO и гипоидный ведущий мост, что снижает внутренние потери в трансмиссии. Задняя регулируемая пневматическая подвеска обеспечила низкое расположение седла (1200 мм). Стабилизаторы поперечной устойчивости на передней оси и ведущему мосту обеспечивают устойчивость автомобиля в поворотах, а применение блокировки межколёсного дифференциала позволяет увереннее преодолевать заснеженные и обледенелые участки дорог. Внутренняя высота кабины имеет два спальных места, достигает 1680 мм.

## Технические характеристики
- Нагрузка на седельно-сцепное устройство  10,5 тонн
- Высота ССУ 1150 мм
- Колёсная формула 4×2
- Седельный тягач
- Двигатель КАМАЗ-740.64-420, объем 11760 куб.см, мощность 420 л.с.
- Турбокомпрессоры Schwitzer или 7С-6
- Вязкостная муфта привода вентилятора двигателя
- Топливная аппаратура BOSCH
- Подогрев топлива в ФГОТ, ФТОТ, топливозаборнике
- Шумоизоляционный экран на двигателе
- Шумоизоляционные экраны нижнего моторного отсека и КП
- Глушитель 6520
- Сцепление F&S MFZ-430
- Коробка передач ZF 16S151 или ZF 16S1820
- П/о главной передачи 3,58
- Задний ведущий мост "FAW"
- Межколёсная блокировка дифференциала
- Кабина с 2 спальными местами, панорамное стекло
- Сиденья на пневмоподвеске
- Гидросистема опрокидывания кабины
- Нижний пояс по дизайн-проекту DAF
- Сверхвысокая крыша кабины - "Автодизайн"
- Верхний обтекатель кабины "Автодизайн"
- Панель приборов "Икар-ЛТД"
- Автономный отопитель Air Top 2000
- Держатель запасного колеса
- Шины 315/60 R22,5
- Топливный бак, 700 л
- Пластиковые трубопроводы
- Регулируемая рулевая колонка с противоугонным устройством
- ССУ GF SK-S 36.20/185 или JOST JSK 37C185 (шкв. 50 мм)
- Задний мост на пневмоподвеске
- Задние крылья пластиковые "Петропласт", 3-компонент.
- Буксирная вилка
- Грязевой настил
- Поручень для подъёма на грязевой настил
- Колёсная база 3950 мм
- Высота до верхней точки седельно-сцепного устройства (ССУ), мм, при полной массе а/м 1150

## КАМАЗ 5460-076-63 в кино
Модель была показана в третьем сезоне телесериала «Дальнобойщики»